# 니시나촌 (시즈오카현 가모군)
니시나촌(일본어: 仁科村)은 일본 시즈오카현의 동부, 나카군·가모군에 속해있던 촌이다. 현재의 니시이즈정 남부에 해당한다.

## 역사
- 1889년 4월 1일 - 정촌제 시행에 의해 나카군 니시나촌이 성립하였다.
- 1896년 4월 1일 - 군 개편에 의해 가모군에 속하게 되었다.
- 1956년 3월 31일 - 다고촌과 합병해, 니시이즈정이 성립하여, 동일 니시나촌은 폐지되었다.

## 참고문헌
角川日本地名大辞典 22 静岡県